# 面取り

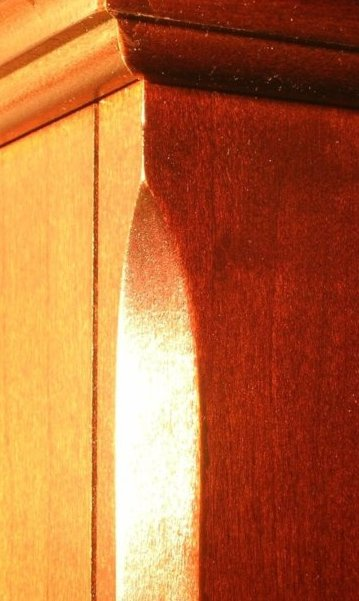
角が面取りされた家具

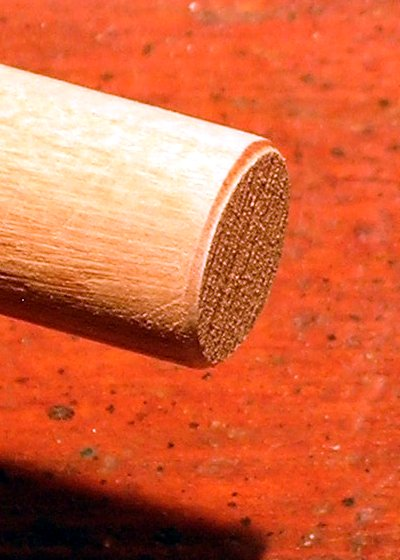
丸材の切断面が面取りされている

面取り（めんとり、chamfering）とは、工作物の角または隅を斜めに削る加工法の一つである。

## 概要
面取りは、工業製品（鋼材、木工など）において、角部を削り角面や丸面などの形状に加工する工法である。加工においては、ヤスリや面取り工具が使用される。人が接触した時に発生する可能性のある怪我を防止したり、物との接触による破損を防止することを目的としている。

## 英語との対応

chamferとbevelをあえて区別する場合、上図が「bevel」、下図が「chamfer」である

日本語の「面取り」に相当する英単語がいくつかある。
- 「chamfer」とは、角を斜めに削る処理で、日本語の「C面取り」に相当する。厳密には45°面取りの事を指すが、日常英語においては大概の種類の面取りは「chamfer」か「bevel」で通用する。

- 「bevel」とは、日常英語においては「chamfer」とほぼ同じ意味で使われる単語である。ただし、機械加工の現場では「chamfer」と区別して使われている場合もあり、その場合、「chamfer」が端部の角のみを斜めに削る処理を指し、「bevel」が端部全体を斜めに削る処理を指す。「bevel」とは「傾斜面」という意味の英語で、斜めの角度が付いた部分を一般的に指す言葉であるから、「chamfer（角が傾斜面）」は「bevel（傾斜面）」の中に含まれるとする考えもある。その意味で面取りを「chamfer」ではなく「bevel」の名称で実装しているCADソフトもある。「bevel」を「斜角」「どて」などと翻訳する業界もある。

- 「round」とは、外部の角を丸める処理で、日本語の「R面取り」に相当する。

- 「fillet」とは、角を丸める処理である。「round」と区別する場合、特に内部の角を丸める処理をいうこともある。内部の角を丸める処理は、これはリアルの人間が行う場合は切削ではなく溶接・はんだ付け・ろう付けによって行うのが一般的であるため、日本語では「面取り」の範疇に含まないことが多いが、CADなどのコンピューター上では「round」と同等の処理にあたるため、「面取り」の名称で実装されている場合もある。日本語では、溶接においては「すみ肉溶接」に相当し、CADではそのまま「フィレット」と言う。

これらの単語は混同されて使われており、人によって使い分けが微妙に違う。CADソフトにおける使い分けも微妙に違い、 例えばAutoCADでは縁を丸める処理をFilletコマンド、角を丸める処理をchamferコマンドとしているが、PTC Creo Parametricでは縁や角を丸める処理は全てroundコマンドとしている。

## 表記

### JIS規格
JIS規格-機械製図において、寸法補助記号の表し方が規定されている。丸み面取りの場合には、記号Rを寸法数値の前に寸法数値と同じ大きさで記入して表し、45°面取りの場合には、記号Cを寸法数値の前に寸法数値と同じ大きさで記入して表す。

## 主な面取りの種類
- 丸面 … 角を丸く削ったもの。
- 角面 … 角を斜め45度に削ったもの。
- 甲丸面 … 板の厚みに対して丸く削ったもの。板の横から見ると坊主頭のように見えるので「ボーズ面」とも言う。
- カマボコ面 … 板の厚みに対して丸く削ったもの。板の横から見るとカマボコのように見える。
- しゃくり面 … 角をしゃくったもの。
- 几帳面 … 几帳の柱に使われた面取り。角面の真ん中を窪ませて平らにしたり、さらに三角に削ったものなど。いろいろと種類があり、細かい作業が必要になるので、細かいことにこだわる人のことを「几帳面」と言う。
- 猿頬面 … 角を斜め60度くらいに削ったもの。板の横から見ると猿の頬のようにすぼんで見える。

## 関連用語
- ヤスリ
- 面取機（面取り機）
- 面取り鉋（英語版）（めんとりかんな）
- 隅切り、切頂、切稜